# Lindoeste
Lindoeste is een gemeente in de Braziliaanse deelstaat Paraná. De gemeente telt 5.419 inwoners (schatting 2009).

## Aangrenzende gemeenten
De gemeente grenst aan Boa Vista da Aparecida, Capitão Leônidas Marques, Cascavel, Céu Azul, Santa Lúcia en Santa Tereza do Oeste.